# جورسیگودا
جورسیگودا (به لاتین: Jorseygoda) یک منطقهٔ مسکونی در سری‌لانکا است که در استان جنوبی (سری‌لانکا) واقع شده‌است.